# Stora Lundby socken
Stora Lundby socken i Västergötland ingick i Vättle härad, ingår sedan 1971 i Lerums kommun och motsvarar från 2016 Stora Lundby distrikt.
Socknens areal är 108,41 kvadratkilometer varav 91,55 land. År 2000 fanns här 7 088 invånare.  Herrgården Öjared, en del av tätorten Lerum, tätorterna Olstorp, Gråbo och Björboholm samt sockenkyrkan Stora Lundby kyrka ligger i socknen.

## Administrativ historik
Socknen har medeltida ursprung. Namnet var före 4 juni 1907 även Lundby socken.
Vid kommunreformen 1862 övergick socknens ansvar för de kyrkliga frågorna till Stora Lundby församling och för de borgerliga frågorna bildades Stora Lundby landskommun. Vid kommunreformen 1952 bildades storkommunen Stora Lundby genom sammanslagning av landskommunerna Stora Lundby, Bergum och Östad. Landskommunen upplöstes 1969 då denna del uppgick i Lerums landskommun som 1971 ombildades till Lerums kommun.
1 januari 2016 inrättades distriktet Stora Lundby, med samma omfattning som församlingen hade 1999/2000.
Socknen har tillhört län, fögderier, tingslag och domsagor enligt vad som beskrivs i artikeln Vättle härad. De indelta soldaterna tillhörde Västgöta regemente, Elfsborgs kompani och de  indelta båtsmännen tillhörde Västergötlands båtsmanskompani.

## Geografi och natur
Stora Lundby socken ligger nordost om Göteborg sydväst om den stora sjön Mjörn och kring Lärjeån. Socknen har odlingsbygd i ådalen och vid sjön och är i övrigt skogsbygd och bergplatå i Vättlefjäll. Utöver Mjörn är de storsta insjöarna Holmesjön som delas med Bergums socken i Göteborgs kommun, Långesjön, Stora Lövsjön och Tösjön.
Lerådalens naturreservat som delas med Lerums socken är ett kommunalt naturreservat.
I Erik Dahlberghs Suecia antiqua et hodierna finns borgruinen Sjöborg avbildad, nära byn Hjällsnäs. En senare sätesgård var Öjareds säteri.
| - Aggetorp, by nära sjön Mjörn. - Björrebo (Björreboholm), by vid Mjörn. - Buan, by vid Mjörn. - Fröstesbo, by nära Mjörn. - Granåsdam - Hjällsnäs, by med såg nära Mjörn. - Hällingsbo - Lextorp, by nära Mjörn. - Malöga - Olofstorp - Ramsberg, by nära Lärjeån - Ryd, by vid Mjörn. | - Rämneån, by vid Mjörn. - Skepplaskog - Stannum, by vid Lärjeån. - Tollestorp - Torgärdstorp - Ytterstad, by vid Lärjeån med Fors kvarn. - Agneskärr, gård vid Mjörn. - Berg - Fjällared, gård nära Mjörn. - Fjellestorp - Grannabben, gård i socknens sydöstra del vid sjön Mjörn. - Granås - Gräskärr, gård i socknens norra del. | - Hullensjöslätt - Hunsered, gård nära Mjörn under Öjared. - Ingabo - Krösekullen, gård under Öjared. - Kullen, gård under Öjared. - Ljungslätt, gård nära Mjörn. - Nygården, gård under Öjared. - Kvarnkärr, gård under Öjared. - Slättan, gård vid Mjörn under Öjared. - Stakeberg - Svinabo, gård vid Mjörn under Öjared. - Tolsjötorp - Udden, gård vid Mjörn, lydande under Öjared. - Vallen, gård under Öjared. - Öjared, herrgård och tidigare säteri vid Mjörn. Vid 1880-talet var egendomen ett fideikommiss som innehades av Adlerstjerna-Adelsköld. |

## Fornlämningar
Flera boplatser och tre hällkistor från stenåldern är funna. Från bronsåldern finns gravrösen. Från järnåldern finns fem gravfält.

### Galleri

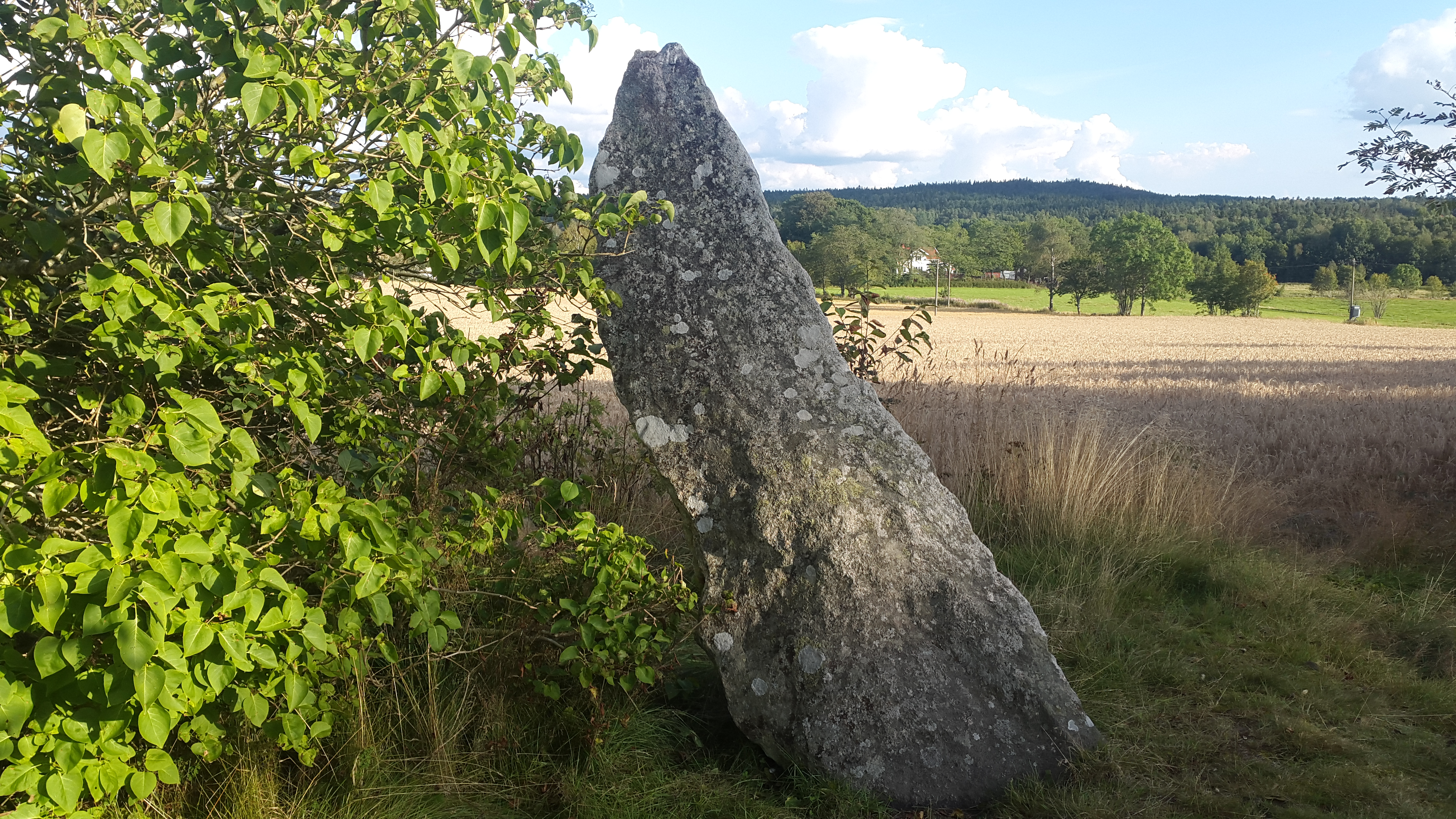
Sluttande gravsten
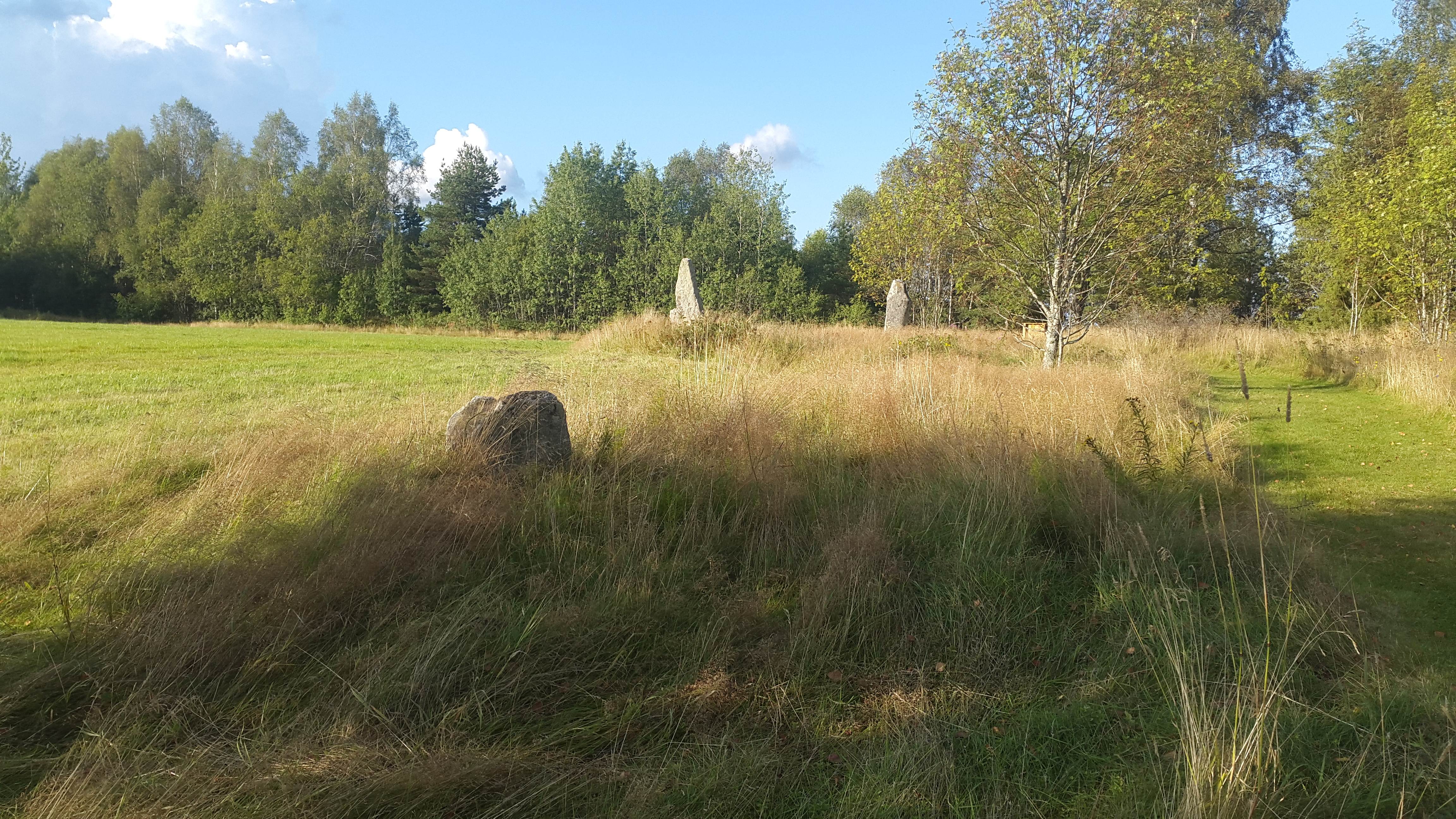
Gravfältet på avstånd
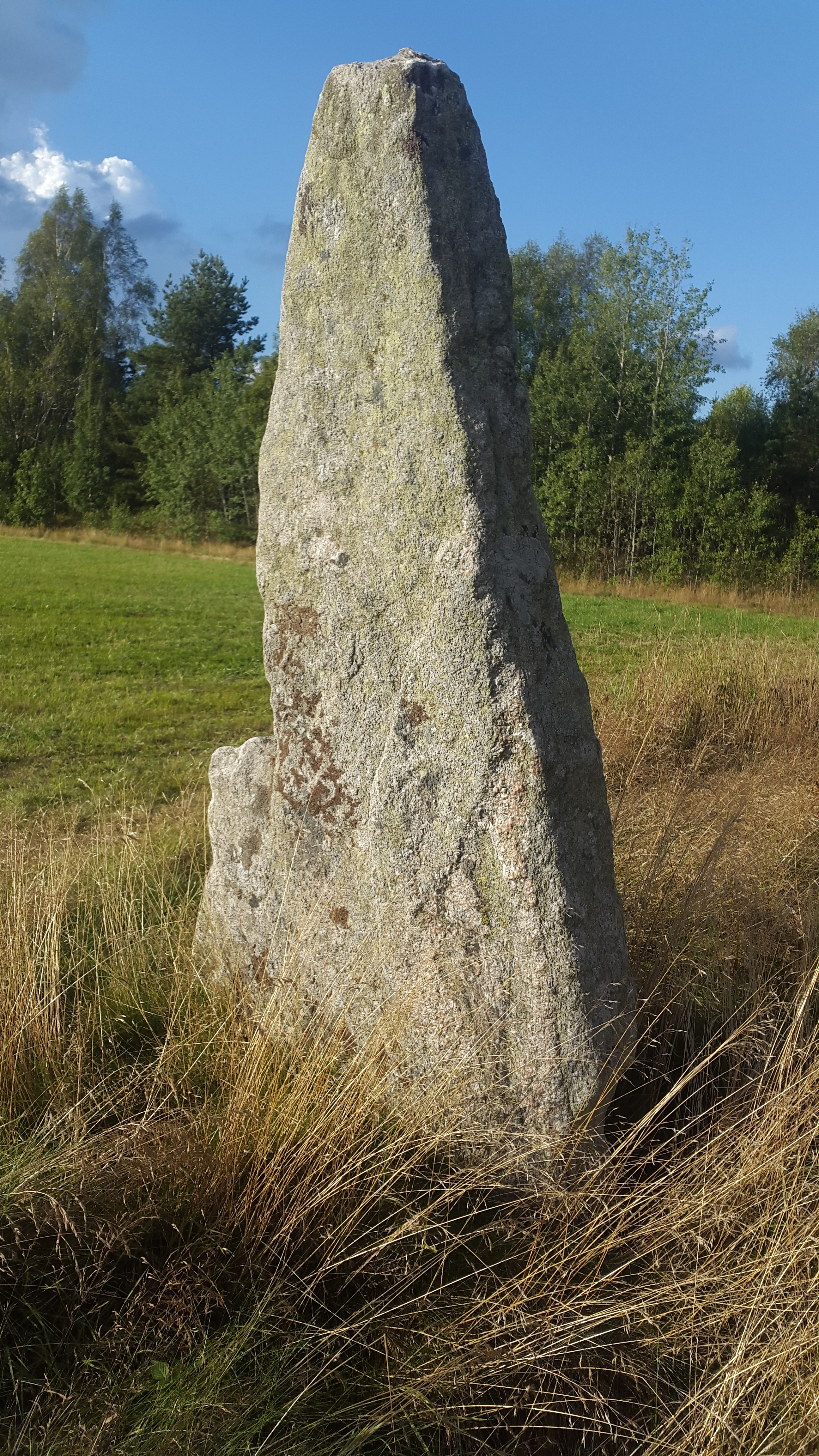
Upprätt gravsten 1
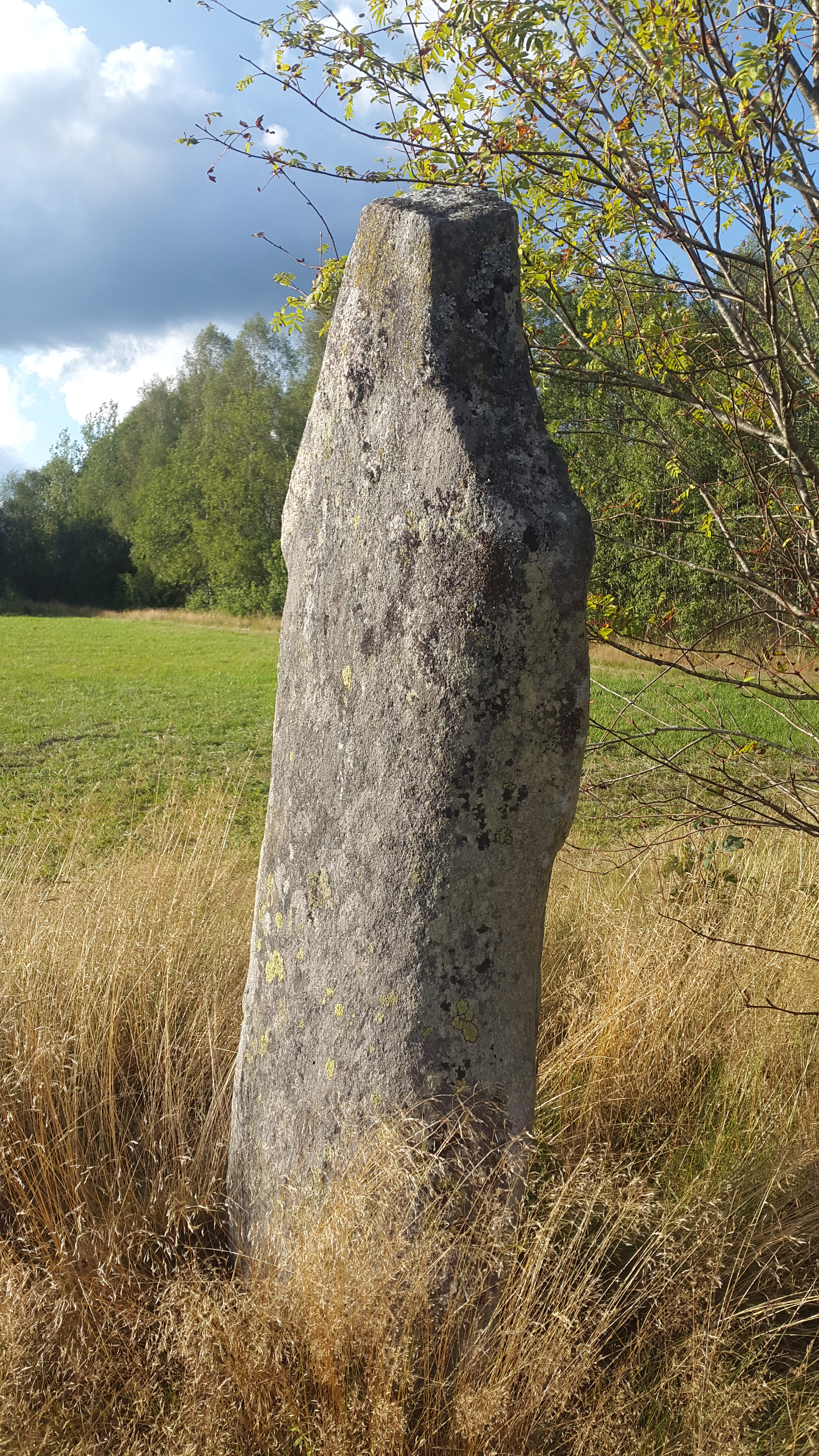
Upprätt gravsten 2

## Befolkningsutveckling
Befolkningen ökade från 1 046 år 1810 till 1 808 år 1880 varefter den sjönk till 1 520 år 1930 då den var som minst under 1900-talet. därefter vände folkmängden uppåt igen till 6 552 1990. Den stora expansionen ägde rum efter 1960 då antalet invånare fortfarande var 1 831.

## Namnet
Namnet skrevs 1399 Lundby och kommer från prästgården. Namnet innehåller lund och by, 'by; gård'.